# Синдром злого світу
Синдром злого світу — це термін, який придумав Джордж Гербнер, щоб описати феномен, коли сюжети, пов'язані з насильством, у засобах масової інформації змушують глядачів вірити, що світ є небезпечнішим, ніж насправді. Синдром злого світу є одним з головних висновків теорії культивації. Гербнер, який був одним з перших дослідників впливу телебачення на суспільство, стверджував, що люди, які дивляться телевізор, як правило, думають про світ як загрозливе та нещадне місце. Була доведена пряма кореляція між часом, який людина витрачає на телевізор, і рівнем боязні світу, який вона відчуває, хоча напрямок причинного зв'язку залишається дискусійним, адже люди, які бояться світу, можуть бути схильніші ховатись від нього і більше часу проводити в приміщенні, за одиночними заняттями, такими як перегляд телебачення.